# Michael McElhatton
Michael McElhatton (ur. 1963 w Terenure w Dublinie) – irlandzki aktor filmowy, telewizyjny i teatralny, a także scenarzysta.
Kształcił się w Royal Academy of Dramatic Art. Otrzymywał różne role teatralne, a od połowy lat 90. również filmowe. Był nominowany do Irish Film & Television Awards. W 2012 dołączył do obsady serialu Gra o tron w roli lorda Roose'a Boltona, a w 2017 zagrał Jerzyka w filmie Azyl.

## Filmografia
- 1996: November Afternoon
- 1997: All Souls' Day
- 2000: Paths to Freedom (serial TV, również scenariusz)
- 2001: Dwa w jednym
- 2002: Fergus's Wedding (serial TV, również scenariusz)
- 2003: Intermission
- 2003: The Actors
- 2003: Spin the Bottle (również scenariusz)
- 2008: 50 ocalonych
- 2009: Happy Ever Afters
- 2009: Perrier's Bounty
- 2010: Your Bad Self (serial TV)
- 2011: Albert Nobbs
- 2012: Kryptonim: Shadow Dancer
- 2012: Titanic: Blood and Steel
- 2012: Gra o tron (serial TV)
- 2013: Ripper Street (serial TV)
- 2013: The Fall (serial TV)
- 2016: Układ (serial TV)
- 2017: Azyl
- 2019: Czarnobyl (serial TV)
- 2020: Alienista (serial TV)
- 2021: Liga Sprawiedliwości Zacka Snydera
- 2021: Koło czasu (serial TV)
- 2023: Tom Clancy’s Jack Ryan (serial TV)[1]